# Никола Касапски
Никола Касапски е български просветен деец, книжовник и преводач.

## Биография
Учи в родния си град и в Ришельовския лицей в Одеса (1841 – 1847), издържан от търговеца Никола Тошков, негов вуйчо. Учителства в Калофер (1847 – 1850), 1856 – 1859), Русе (1852) и Свищов (1855). Поддържа кореспонденция с Найден Геров, Петко Славейков, Добри Чинтулов и други. В края на живота си страда от умопомрачение.
Сътрудничи на Цариградски вестник, Любословие и Български книжици със слова, статии и преводи. Превежда в проза стихотворение от Кристиян Гелерт, религиозна литература от руски. Прави и интересен опит в поезията – стихотворението „Желание“ (Любословие, 1848, № 22).

## Съчинения
- Начатоци на християнското учение или кратка свещена история и кратък катехизис. От руски и славяно-болгарски язик преведена… Белград, 1852.
- Пространний християнски катихизис, православния, католическия, въсточния църкви. От руский, сличен с гръцкий от същаго първообраза… Белград, 1852.